# Torneo de París (fútbol)

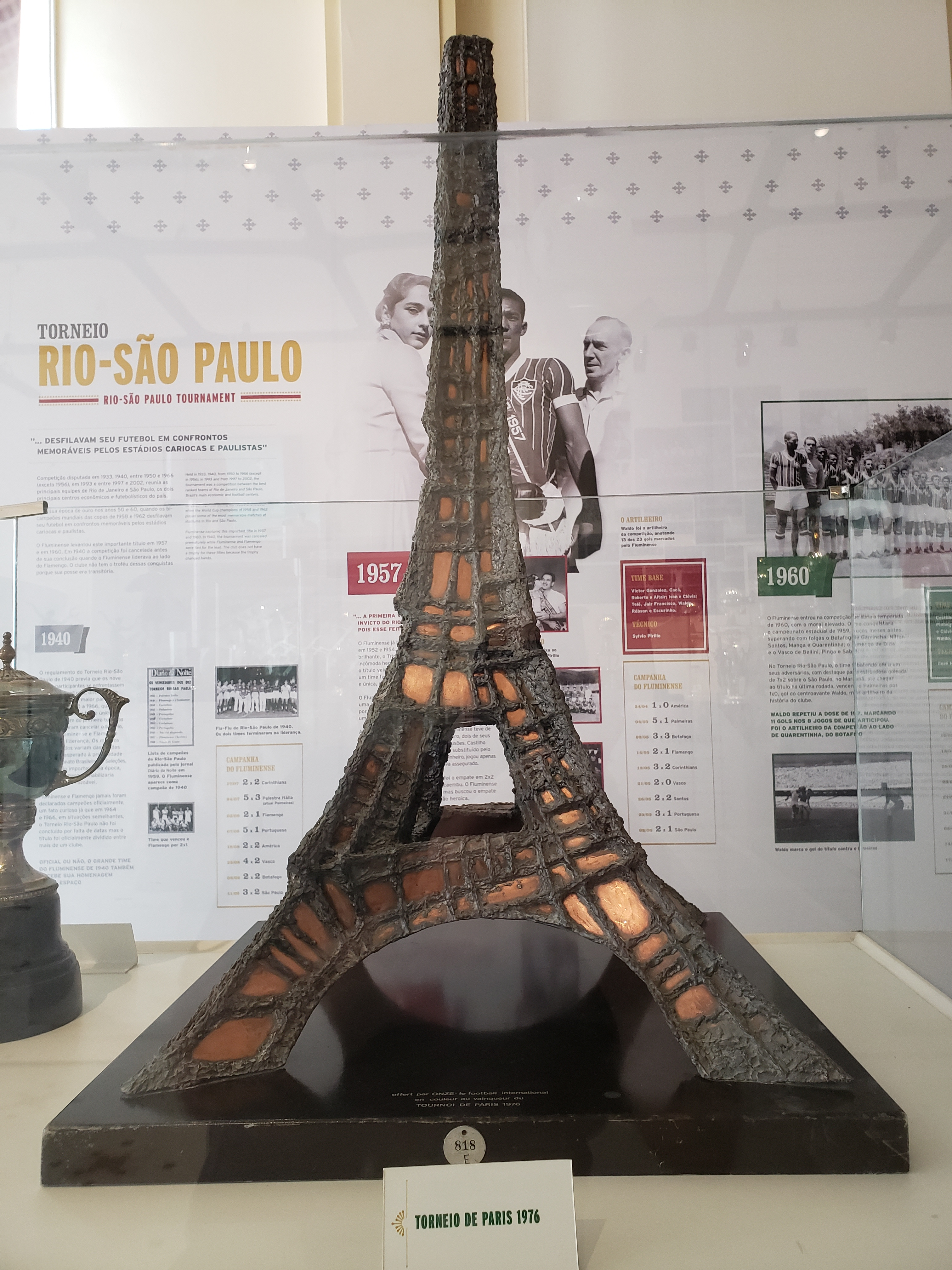
Torneo de París 1976.

El Torneo de París fue inicialmente una competición internacional de carácter amistoso, compuesta por cuatro clubes de fútbol que jugaban en el Parque de los Príncipes. La competición reunió los mejores equipos del mundo. De 1957 a 1966, el torneo fue organizado por el Racing Club de France y de 1975 a 2010 fue el París Saint-Germain quien se encargó de organizarlo. Entre 1994 y 2009 el PSG renunció a organizarlo por problemas financieros. A partir de 2012 el torneo fue refundado bajo el nombre de «Trofeo de París».

## Palmarés
| Edición   | Campeón               | Final Resultado | Subcampeón            | Tercer lugar        | Cuarto lugar          |
| --------- | --------------------- | --------------- | --------------------- | ------------------- | --------------------- |
| 1957      | Vasco da Gama         | 4-3             | Real Madrid           | Racing París        | Rot-Weiss Essen       |
| 1958      | Racing París          | 2-1             | Bolton Wanderers      | Flamengo            | Újpest                |
| 1959      | Racing París          | 6-0             | Fortuna Düsseldorf    | Vasco da Gama       | Milan                 |
| 1960      | Santos                | 4-1             | Racing París          | CSKA Sofia          | Stade Reims           |
| 1961      | Santos                | 6-3             | Benfica               | Anderlecht          | Racing París          |
| 1962      | Estrella Roja         | 2-0             | Rapid Viena           | Racing París        | Santos                |
| 1963      | Botafogo              | 3-2             | Racing París          | Anderlecht          | Újpest                |
| 1964      | Anderlecht            | 5-2             | Borussia Dortmund     | Stade Reims         | Santos                |
| 1965      | Sparta Praga          | 4-2             | Stade Rennais         | Anderlecht          | Racing París          |
| 1966      | Anderlecht            | 3-1             | Racing París          | Sparta Praga        | Vasco da Gama         |
| 1967–1972 | No disputado          | No disputado    | No disputado          | No disputado        | No disputado          |
| 1973      | Feyenoord de Róterdam | 1-1 (5-4 p.)    | Bayern Múnich         | París               | Olympique de Marsella |
| 1974      | No disputado          | No disputado    | No disputado          | No disputado        | No disputado          |
| 1975      | Valencia              | 1-0             | París Saint-Germain   | Fluminense          | Sporting de Lisboa    |
| 1976      | Fluminense            | 3-1             | Selección de Europa   | Brasil Olímpico     | París Saint-Germain   |
| 1977      | Anderlecht            | 4-1             | Ferencvárosi          | París Saint-Germain | Vasco da Gama         |
| 1978      | Países Bajos          | 7-1             | Brujas                | París Saint-Germain | Irán                  |
| 1979      | Benfica               | 4-0             | Estrella Roja         | París Saint-Germain | Brasil Olímpico       |
| 1980      | París Saint-Germain   | 4-4 (5-4 p.)    | Standard Lieja        | Benfica             | Ajax Ámsterdam        |
| 1981      | París Saint-Germain   | 3-1             | Eintracht Fráncfort   | Vasco da Gama       | Saint-Étienne         |
| 1982      | Atlético Mineiro      | 1-0             | Dinamo Zagreb         | París Saint-Germain | Köln                  |
| 1983      | Rumania               | 1-0             | París Saint-Germain   | Botafogo            | Maccabi Netanya       |
| 1984      | París Saint-Germain   | 2-1             | Hajduk Split          | Servette            | Botafogo              |
| 1985      | Zulte Waregem         | 4-3             | París Saint-Germain   | Köln                | Saint-Étienne         |
| 1986      | París Saint-Germain   | 5-1             | Sporting de Lisboa    | Saint-Étienne       | Steaua Bucarest       |
| 1987      | Fluminense            | 1-0             | Girondins de Bordeaux | Dinamo Zagreb       | París Saint-Germain   |
| 1988      | Montpellier           | 1-1 (3-1 p.)    | París Saint-Germain   | Partizán Belgrado   | Servette              |
| 1989      | París Saint-Germain   | 1-0             | Montpellier           | Vasco da Gama       | Porto                 |
| 1990      | No disputado          | No disputado    | No disputado          | No disputado        | No disputado          |
| 1991      | Olympique de Marsella | 1-0             | Flamengo              | París Saint-Germain | Sporting de Lisboa    |
| 1992      | París Saint-Germain   | 1-0             | Mónaco                | Borussia Dortmund   | Liverpool             |
| 1993      | París Saint-Germain   | 1-0             | AJ Auxerre            | Eintracht Fráncfort | Fluminense            |
| 1994–2009 | No disputado          | No disputado    | No disputado          | No disputado        | No disputado          |
| 2010      | Girondins de Bordeaux | Liguilla        | París Saint-Germain   | Roma                | Porto                 |
| 2011      | No disputado          | No disputado    | No disputado          | No disputado        | No disputado          |

## Trofeo de París

### Palmarés
| Edición | Campeón   | Final Resultado | Subcampeón          |
| ------- | --------- | --------------- | ------------------- |
| 2012    | Barcelona | 2-2 (4-1 p.)    | París Saint-Germain |

## Títulos por equipo
| Equipo                      | Títulos | Subtítulos | Años campeón                              | Años subcampeón                     |
| --------------------------- | ------- | ---------- | ----------------------------------------- | ----------------------------------- |
| París Saint-Germain F. C.   | 7       | 6          | 1980, 1981, 1984, 1986, 1989, 1992, 1993. | 1975, 1983, 1985, 1988, 2010, 2012. |
| R. S. C. Anderlecht         | 3       | –          | 1964, 1966, 1977.                         | –                                   |
| Racing París                | 2       | 3          | 1958, 1959.                               | 1960, 1963, 1966.                   |
| Santos F. C.                | 2       | –          | 1960, 1961.                               | –                                   |
| Fluminense F. C.            | 2       | –          | 1976, 1987.                               | –                                   |
| S. L. Benfica               | 1       | 1          | 1979.                                     | 1961.                               |
| Estrella Roja de Belgrado   | 1       | 1          | 1962.                                     | 1979.                               |
| Montpellier H. S. C.        | 1       | 1          | 1988.                                     | 1989.                               |
| F. C. Girondins de Bordeaux | 1       | 1          | 2010.                                     | 1987.                               |
| C. R. Vasco da Gama         | 1       | –          | 1957.                                     | –                                   |
| Botafogo F. R.              | 1       | –          | 1963.                                     | –                                   |
| A. C. Sparta Praga          | 1       | –          | 1965.                                     | –                                   |
| Feyenoord de Róterdam       | 1       | –          | 1973.                                     | –                                   |
| Valencia C. F.              | 1       | –          | 1975.                                     | –                                   |
| Países Bajos                | 1       | –          | 1978.                                     | –                                   |
| Atlético Mineiro            | 1       | –          | 1982.                                     | –                                   |
| Rumania                     | 1       | –          | 1983.                                     | –                                   |
| S. V. Zulte Waregem         | 1       | –          | 1985.                                     | –                                   |
| Olympique de Marsella       | 1       | –          | 1991.                                     | –                                   |
| FC Barcelona                | 1       | –          | 2012.                                     | –                                   |